# Tiaré Scanda
Tiaré Scanda Flores Coto (Distrito Federal, Mexico, 6 de janeiro de 1974) é uma atriz e modelo mexicana.
Sua dubladora oficial no Brasil é Mabel Cezar.

## Carreira

### Televisão
- Sin rastro de ti (2016) - Dr. Rebeca Arias
- Qué pobres tan ricos  (2013/2014) - Vilma Terán Sade
- Por ella soy Eva (2012) - Marcela Contreras
- Rafaela (2011) - Rosalba Martínez
- Atrévete a soñar (2009) - Rosalia Franco 'Lía'
- Alma de Hierro (2008) - Juliana
- Lola...Érase una Vez (2007) - Milagros 'Mila' Ramos
- Mujer, casos de la vida real (2006) - Salma
- Rebelde (2004/2006) - Galia Dunoff de Gandía (Gláucia no brasil)
- Amarte es mi pecado (2004) - Casilda Gómez
- Bajo la misma piel (2003) - Aurora Romero
- Clase 406 (2002/2003) - Dulcina Abed
- Laberintos de pasión (1999-2000) - Rocío
- Si Dios me quita la vida (1996)  - Rosario
- La culpa (1996) - Isabel
- Azul (1996) - Karina
- De acá de éste lado (1994) - Sonia
- Buscando el paraíso (1994) - Alma
- Muchachitas (1991) - Elena
- Cadenas de amargura (1990) - Liliana
- En carne propia (1989) - Pinguita

### Cinema
- Más sabe el Diablo por viejo (2018) - Conchita
- De ida y vuelta (2000) - Soledad
- Sin dejar huella (2000) - Aurelia
- En un claroscuro de la luna (1998) - Nilda
- El callejón de los milagros (1995) - Maru
- Salón México (1995) - Laura
- Sin remitente (1995) - Mariana
- Tres minutos en la oscuridad (1994) - Ellen
- Un año perdido (1993) - Yolanda
- Murallas de silencio (1992) - Ernestina